# Camilla Battista da Varano
Camilla Battista da Varano, née Camilla da Varano, le 9 avril 1458 à Varano et morte le 31 mai 1524 à Camerino, est une religieuse, mystique et humaniste italienne membre de l'ordre de Sainte-Claire.
Déclarée sainte par l'Église catholique sous le nom de Sainte Camilla Battista da Varano, elle est fêtée le 31 mai et est notamment connue pour ses expériences mystiques et ses écrits sur la Passion du Christ.

## Biographie
Camilla est née le 9 avril 1458 à Varano, dans le duché de Camerino de l'union (hors mariage) du duc de Camerino, Giulio Cesare da Varano (it) avec Cecchina di Maestro Giacomo (noble italienne). Elle a en tout huit frères et soeurs.
Camilla est élevée au palais du duché de Camerino, auprès de son père et de sa belle-mère Giovanna Malatesta (it). Elle y reçoit une instruction humaniste et littéraire soignée, comprenant notamment la grammaire, la rhétorique, la musique, l'art et la dance. Parallèlement à cette instruction humaniste, Camilla reçoit une éducation religieuse pieuse de la part de sa belle-mère Giovanna Malatesta (it) membre du Tiers-Ordre franciscain.
Vers l'âge de 9 ans, Camilla entend un sermon sur le Vendredi saint prêché par le frère franciscain Domenico de Leonessa (qui deviendra plus tard l'un de ses confesseurs) qui la marquera profondément et dans lequel il recommande de verser une larme en signe de participation spirituelle et personnelle à la Passion du Christ.
À la suite de ce sermon elle décide de dire un chapelet chaque vendredi devant un crucifix et d'y méditer la Passion du Christ. Cela constitura sa lacrimuccia ("petite larme"). Ce qui ne l'empêche cependant pas de se consacrer aux activités de la cour, aux mondanités et aux jeux.
Cette dévotion à la Passion du Christ accompagne depuis lors toute son existence et peu à peu, elle se sent attirée par la vie religieuse. Mais également attirée par le monde et ses plaisirs, de 18 à 21 ans elle est en proie à une lutte spirituelle intime.

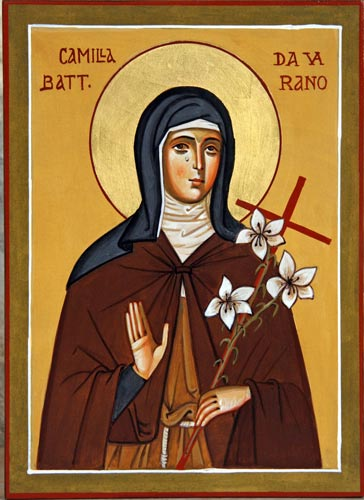
Icône de Camilla Battista da Varano

À 21 ans et le jour de la fête de l’Annonciation (24 mars 1479) elle entend un sermon du frère franciscain Francesco d’Urbino où elle comprend le don inestimable de la virginité consacrée. À la suite de cela elle décide de faire vœu de chasteté. Le 17 avril 1749, elle annonce son souhait de rentrer dans les ordres.
Son père Giulio Cesare da Varano (it), s'oppose à ce désir de Camilla de devenir religieuse et souhaite la voir au contraire réaliser un brillant mariage, allant jusqu'à l'emprisonner pour l'y forcer. Après deux années d'opposition il accepte finalement que Camilla devienne religieuse ; de peur dit-il d’attirer sur lui la vengeance divine.
Le 14 novembre 1481, Camilla fait son entrée au Monastère des Sœurs Pauvres de sainte Claire d’Urbino et prend le nom de « Baptista ». Fin 1483, elle fait sa profession religieuse.
Le 4 janvier 1484, à la demande du pape Sixte IV, neuf religieuses, parmi lesquelles Camilla, quittent le monastère d'Urbino pour celui de Camerino que son père vient de faire restaurer. Elle y sera élue abbesse en 1500.
En 1501, dans le cadre des Guerres d'Italie le pape Alexandre VI excommunie le père de Camilla ; Giulio Cesare da Varano (it), duc de Camerino. En 1502, César Borgia fait emprisonner Giulio Cesare da Varano (it) et par la suite exécuter, ainsi que trois de ses fils. Camilla, bien que devenue religieuse et vivant retirée dans un monastère, se retrouve prise dans ce conflit en raison de sa parenté. César Borgia l'a fait arrêter et envoyer à Fermo, puis à Atri où elle y restera jusqu'en 1503, date du décès du pape Alexandre VI et de l'élection du nouveau pape Jules II. Elle peut alors revenir au monastère de Camerino.
En 1505 le pape Jules II demande à Camilla de se rendre à Fermo pour y fonder un monastère de clarisses.
En 1521, Camille se rend à San Severino Marche, pour y diriger la formation de religieuses qui viennent d'adopter la règle de Sainte Claire.
A l’âge de 66 ans, le 31 mars 1524, à Camerino, Camilla décède de la peste. Elle est inhumée dans le monastère des Clarisses (en), où sa chasse repose encore aujourd’hui.

## Culte

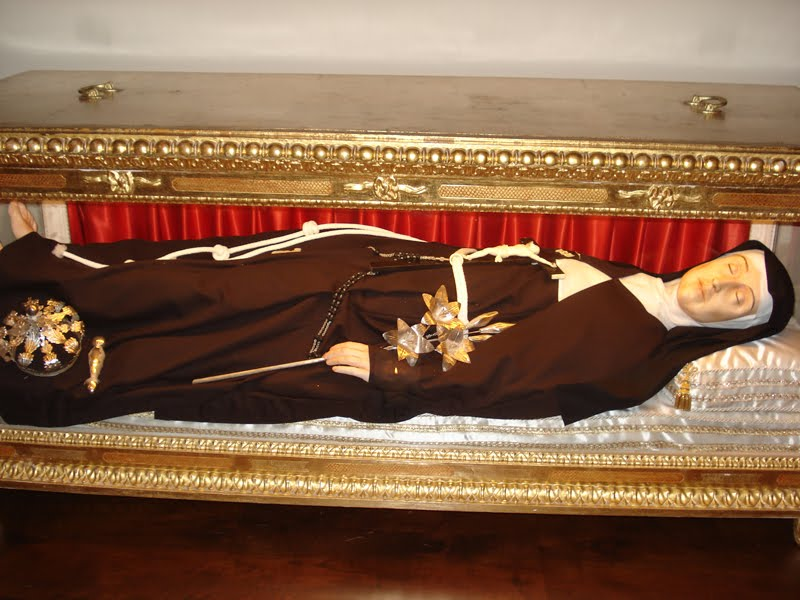
Châsse de Camilla Battista da Varano

Le 7 avril 1843, Camilla est béatifiée par le pape Grégoire XVI.
Le 17 octobre 2010, Camilla est canonisée par le pape Benoît XVI.
Depuis cette date, Camilla Battista da Varano devient « Sainte Camilla Battista da Varano » et est fêtée le 31 mai de chaque année,.
Ses reliques sont gardées et exposées dans la crypte du monastère des clarisses de Camerino.

## Miracles reconnus par l'Église catholique
En plus de l'incorruptibilité du corps de Camilla depuis 500 ans, trois cas de guérisons inexpliquées sont reconnus par l'Église et attribuées à l'intercession de Camilla.
Le plus connue est celle qui se produit en 1877. Clelia Ottaviani âgée de six ans, atteinte de rachitisme, ne pouvant pas marcher en raison de la déformation de ses jambes est inexplicablement guérit après que sa nourrice l'est emmenée pendant trois jours prier auprès de la châsse de Camilla. Le troisième jour, l'enfant se lève et se met spontanément à marcher.

## Iconographie
Sainte Camilla Battista da Varano est représentée portant la robe de bure des Clarisses, avec une larme coulant sur la joue rappelant le vœu qu'elle a fait de verser au moins une larme chaque vendredi pour la Passion du Christ.
La croix tenue dans la main gauche représente le centre de sa spiritualité et les trois lys représentent ses trois dons mystiques : une haine intense du monde, une humilité sincère et un désir ardent d’endurer le mal.

## Œuvres
Comme Camilla serait favorisée de visions et contemplerait sans cesse la passion de Jésus, son confesseur le bienheureux Marc de Montegallo, lui demande de mettre par écrit ses expériences spirituelles, ce qu’elle fit en plusieurs ouvrages et qui furent publiés dès 1624.
Saint Philippe Néri et saint Alphonse de Ligori notamment ont témoigné de leur admiration pour les oeuvres de Camilla.

### Contexte
Comme le rappelle la biographie de sainte Camilla Battista[Laquelle ?], le XVe siècle est marquée par l'avènement de l'humanisme et par l'urgence d'une réforme à l'intérieur de l'Église. La tradition contemplative monastique diminue au profit de l'expérience spirituelle individuelle. Il se met ainsi en place une spiritualité à la fois ascétique et extatique soucieuse de jouir du divin. Camilla Battista s'inscrit dans cette mouvance, par son appartenance au mouvement de conformité à la Passion, son projet d'intégration subjective des souffrances intérieures du Christ ; le tout exposé dans un style qui cherche à honorer l'idéal des belles-lettres.

### Héritage
Son histoire personnelle et ses écrits témoignent d’une foi durable ; malgré d'inombrables obstacles, elle reste ferme dans son engagement dans la vie religieuse. En ce sens elle est une figure d'inspiration, notamment pour ceux qui rencontrent des difficultés dans leur vocation ou leur cheminement spirituel.
Sa vie illustre également la recherche de l'amour divin ; malgré l'attrait d'une vie mondaine confortable et privilégiée, sainte Camilla a choisi de se consacrer entièrement à Dieu, reflétant une profonde compréhension et une adhésion à l'amour divin plutôt qu'aux plaisirs temporels.
Son engagement dans une vie de prière et de contemplation illustre le pouvoir transformateur de la recherche de Dieu.
Elle est connue pour son ouvrage « The Spiritual Teachings », contenant des passages méditatifs inspirés d'expériences mystiques. Cet ouvrage offre une perspective sur la lutte interne de l'âme et de sa relation avec Dieu. Elle a également connu pour son ouvrage « Istoria Spirituale » qui témoignage de sa conversion et de son désir d'union avec le Christ.
Au-delà de ceux-ci, sainte Camilla Battista da Varano est aussi connue pour ses écrits mystiques, communiquant ses expériences et ses idées spirituelles dans « La vie spirituelle » et le « Traité sur les souffrances mentales de Jésus dans sa passion ». Ces œuvres rappellent la profondeur de l’amour de Dieu et les mystères insondables de la foi.

### Liste des œuvres de Camilla Battista da Varano
Elle a laissé derrière elle vingt-deux ouvrages écrits en latin, en italien, en vers et en prose.

#### Écrits historiques et autobiographiques
- Il felice transito del beato Pietro da Mogliano
- Memoria dell'olivetano Antonio da Segovia
- Visioni di Santa Caterina da Bologna
- Vita spirituale (1491)

#### Traités et révélations
- I ricordi di Gesu (1483)
- I dolori mentali di Gesu nella Passione (1488)
- Le instruzioni al discepolo
- Trattato della purita del cuore
- Considerazioni sulla Passione di nostro Signore

#### Lettres
- Lettera ad una suora vicaria
- Lettera a Muzio Colonna
- Lettera a Giovanna da Fano
- Lettera al medico Battista a Pucci

#### Prières
- Preghiera a Dio e preghiera a Gesu Eucarestia
- Preghiera a Gesu Cristo
- Preghiera alla Vergine
- Novena alla Vergine

#### Poésies
- Sonetto a Maria
- Versi per una religiosa
- Lauda della visione di Cristo
- Distici latini a Gesu Crocifisso